# Holorusia herculeana
Holorusia herculeana är en tvåvingeart som först beskrevs av Alexander 1941.  Holorusia herculeana ingår i släktet Holorusia och familjen storharkrankar. Inga underarter finns listade i Catalogue of Life.